# Tipula nannaris
Tipula nannaris är en tvåvingeart som beskrevs av Alexander 1961. Tipula nannaris ingår i släktet Tipula och familjen storharkrankar. Inga underarter finns listade i Catalogue of Life.